# شهرستان بیرجان سال
شهرستان بیرجان سال (به قزاقی: Біржан сал ауданы، ءبىرجان سال اۋدانى) یک شهرستان در قزاقستان است که در استان آق‌مولا واقع شده‌است.

## وجه تسمیه
نام این شهرستان، در سال ۲۰۱۴ میلادی، برای ارج نهادن به شاعر و موسیقی‌دان قزاقِ زادهٔ سال ۱۸۳۰ میلادی در همین منطقه، «بیرجان سال خواجه‌غول‌اولی» (به قزاقی: Біржан сал Қожағұлұлы، ءبىرجان سال قوجاعۇلۇلى) انتخاب شده است.
سابقا، نام این شهرستان، شهرستان انبکشیلدر (به قزاقی: Еңбекшілдер ауданы، ەڭبەكشىلدەر اۋدانى) بود.

## خصوصیات
شهرستان بیرجان سال ۱۱٬۰۰۰ کیلومترمربع مساحت و ۱۶٬۴۹۹ نفر جمعیت دارد.